# کارول رومل
کارول رومل (روسی: Карл Альфонсович Руммель؛ ۲۳ مهٔ ۱۸۸۸ – ۱۳ مارس ۱۹۶۷) افسر (ارتش)، و سوارکار اهل امپراتوری روسیه بود.
وی همچنین برندهٔ جوایزی همچون صلیب شمشیردار لیاقت (لهستان) شده‌است.